# Schwarze Sulm

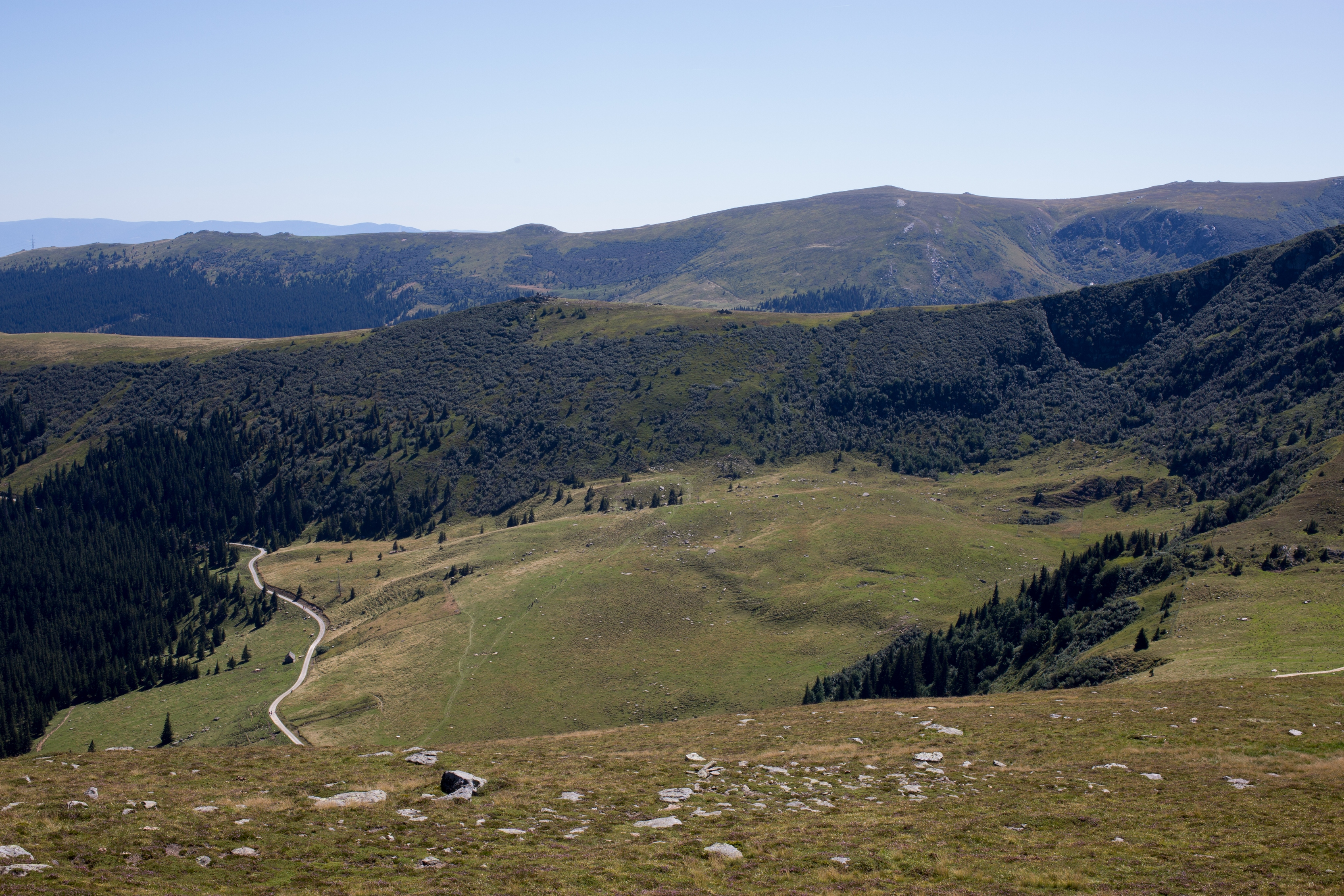
Quellgebiet Bärentalalm auf der Koralpe, mittig das Steinmandl

Die Schwarze Sulm ist ein Bach von der Koralpe in der Steiermark und Quellbach der Sulm.
Die Schwarze Sulm entspringt auf etwa 1715 m ü. A. auf der Bärentalalm am Steinmandl (1835 m ü. A.). Sie rinnt kurz nordwärts und dann gegen Südosten. Sie nimmt von rechts den Seebach vom Speikkogel auf, dann den Goslitzbach vom Glitzfelsen. Nach einem malerischen Verlauf durch ein tief eingeschnittenes Tal tritt sie bei Bad Schwanberg in das Weststeirische Riedelland ein und bildet das obere Sulmtal. Sie passiert Sankt Peter im Sulmtal (rechtsufrig) und Sankt Martin im Sulmtal (linksufrig). Bei Gasselsdorf und Prarath, wo sie ein Stück die Gemeindegrenze von Sankt Martin zu Gleinstätten bildet, vereinigt sie sich nach gut 35 Kilometern Lauf von links mit der Weißen Sulm zur Sulm, einem Nebenfluss der Mur.
Die Schwarze Sulm steht als Natura-2000-Gebiet (Europa-Fauna-Flora-Habitat Gebiet Nr. 3) nahezu zur Gänze unter Naturschutz, ein Managementplan wurde von der zuständigen Landesregierung seit der Unterschutzstellung 2007 nicht vorgelegt. Das Quellgebiet liegt im steirischen Naturschutzgebiet Nr. 10a Seekar-Bärental. Zusätzlich sind zwei Teilstrecken im Flussverlauf (Michelitsch/Deutschmann und Masser Robert) 2007 zum Naturdenkmal erklärt worden. Trotz des hohen Schutzstatus wurden die Quellen der Schwarzen Sulm gefasst, weiters ist im Flussverlauf ein Kraftwerk geplant.

## Projektiertes Kraftwerk
Bauwerber für ein Ausleitungskraftwerk sind Alfred Liechtenstein und Peter Masser. Seit 20 Jahren wird um das Projekt eine Auseinandersetzung geführt. Im April 2023 erteilte das Landesverwaltungsgericht die wasserrechtliche Bewilligung. Die Rodungsbewilligung ist abgelaufen, es muss neu angesucht werden. Im September 2023 wurde geklärt, dass ein Brief, der in Schwanberg in Postkästen landete, mit Wappen und Unterschriftfaksimile von Alfred Liechtenstein, in dem dieser die Aufgabe des Projekts erklärt, eine Fälschung ist.